# چتونا
چتونا (به ایتالیایی: Cetona) یک کومونه در ایتالیا است که در استان سیه‌نا واقع شده‌است.

## خصوصیات
چتونا ۵۳٫۱۷ کیلومترمربع مساحت و ۲٬۹۶۸ نفر جمعیت دارد و ۳۵۰ متر بالاتر از سطح دریا واقع شده‌است.